# Надежда Василева (медицинска сестра)
Надежда Светославова Василева е българска медицинска сестра и общественичка, участничка в акцията по спасяването на българските евреи.

## Биография
Родена е на 6 август 1891 г. в Никопол и е израсла като сирак сред еврейски семейства, които я приемат като приятел. През 1942 г., под командването на Александър Белев, започва усилено преследването на евреите и пращането им в концентрационни лагери. Евреите от Тракия са изпращани във временни лагери и след това – депортирани. В Лом евреите, затворени във вагони, трябва да чакат три дни, докато не бъдат депортирани. Надежда, която работи като медицинска сестра в Лом се шокира, когато чува викове на български, турски и латински език: „Няма ли един човек който поне да ни даде вода!“. Тя веднага им занесла вода и храна. Когато жандармерията я предупреждава да спре тя извикала: „Ако искате убийте ме, но поне ми дайте да дам капка вода на тези хора!“. Благодарение на полицейския директор тя не е арестувана и с помощта на евреите от Лом получава разрешение да разнася храна на евреите. Когато влиза във вагоните изпада в ужас – един стар мъж лежи мъртъв на пода, докато жена ражда. Три български еврейки Луиза, Малца и Естер успяват да стигнат до Надежда, прегръщат я и с плач ѝ казват: „Твоето име ще бъде изписано със златни букви в еврейската история!“. Повече от 4000 евреи са транспортирани до Виена и оттам пратени в концентрационните лагери. На 18 декември 2001 г. израелската комисия към Държавния институт „Яд Вашем“ я провъзгласява за „Праведник на света“.